# Beate Bohr

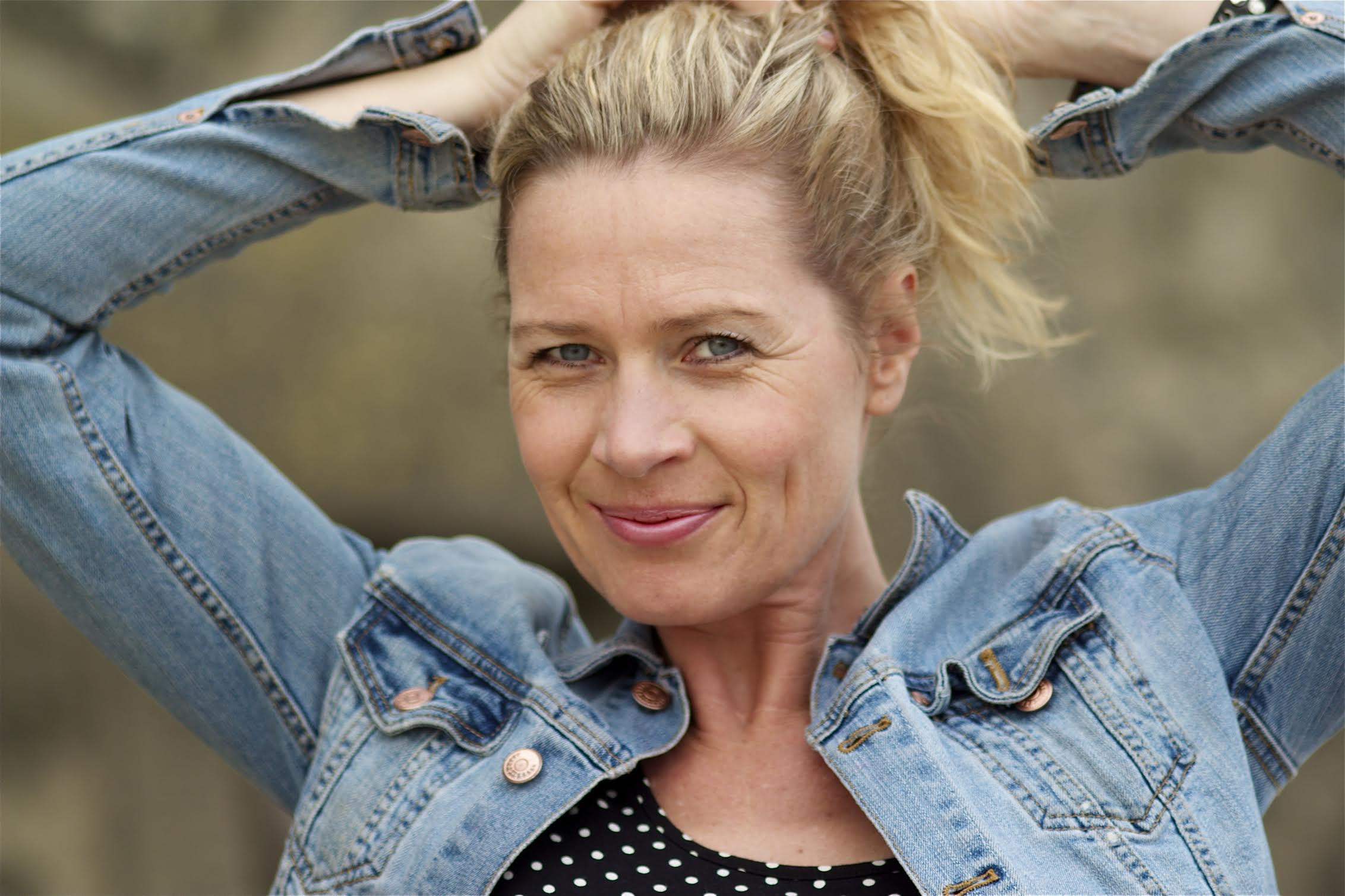
Beate Bohr (2014)

Beate Bohr (* 18. November 1970) ist eine deutsche Schauspielerin und Kabarettistin. Der dänische Nobelpreisträger Niels Bohr ist ihr Urgroßonkel.

## Leben
Nach dem Schauspielstudium am Kölner Theater der Keller fand sie Engagements an den Stadttheatern Aachen, Köln und Osnabrück. Mit ihrer Rückkehr in die freie Theaterszene Kölns wurde sie mit dem Stück Das Fest (Regie: Joe Knipp) 2003 mit dem Theaterpreis ausgezeichnet. Es folgten erste TV-Auftritte beim ZDF in dem Film Jetzt bin ich dran, Liebling, an der Seite von Anja Kruse, sowie eine durchgehende Rolle bei der WDR-Produktion Die Anrheiner. Von 2004 bis 2006 war sie Ensemblemitglied der Kölner Stunksitzung und debütierte mit ihrem ersten eigenen Kabarettprogramm Harem Globetrotters mit ihrer Kollegin Selda Selbach. Nach Auftritten bei den Mitternachtsspitzen und dem WDR Funkhaus ist sie Ensemblemitglied in Bonn bei Pink Punk Pantheon, das ebenfalls jährlich im WDR ausgestrahlt wird. Von 2009 bis 2011 tourte sie mit ihrem Hund Sportsfreund und dem Programm Hot Dog durch Deutschland. Weitere Auftritte hatte sie bei Gerburg Jahnkes Ladies Night und NDR Comedy Contest. Außerdem konnte man sie lange als Assistentin des Kölner Kabarettisten Jürgen Becker in seiner Sendung Der dritte Bildungsweg sehen. Von 2012 bis 2016 führte sie mit den Kolleginnen Sonja Kling und Tanja Haller ihr Miststück für 3 Damen bundesweit auf, darüber hinaus genoss das Programm zweimal monatlich eine exklusive Residency am Bonner Pantheon-Theater. Außerdem tritt sie seit 2009 für Die Physikanten auf, und arbeitet für den WDR-Hörfunk als Sprecherin. Bohr lebt in Köln.